# Шиммель, Альфред
Альфред Шиммель (нем. Alfred Schimmel; 5 апреля 1906, Людвигсхафен-ам-Райн, Германская империя — 26 февраля 1948, Хамельн) — немецкий юрист, штурмбаннфюрер СС, сотрудник гестапо.

## Биография
Альфред Шиммель родился 5 апреля 1906 года. После окончания школы получил юридическое образование. В 1931 году вступил в НСДАП (билет № 400086). С 1935 год служил в полицейском участке Людвигсхафена. В 1936 году был переведён в Мюнхен в Баварскую политическую полицию. Впоследствии баварская политическая полиция был передана в ведение гестапо. С 1938 года он был начальником отдела II B в отделении гестапо в Мюнхене. В том же году ему было присвоено звание штурмбаннфюрера СС (№ 280336). 
Во время Второй мировой войны с 1942 года возглавлял гестапо в Страсбурге при руководителе полиции безопасности и СД и с 1944 года служил в ведомстве командира полиции безопасности и СД в Осло. 
В рамках одного из процессов по делу об убийстве лётчиков 1 июля 1947 года в Гамбурге Шиммелю вместе с 17 другими подсудимыми было предъявлено обвинение. В деле о преступлениях гестапо в Страсбурге ему вменялось то, что в апреле 1944 года он отдал приказ об убийстве пленного британского офицера королевских ВВС. 3 сентября 1947 года был признан виновным и приговорён к смертной казни. 26 февраля 1948 года приговор был приведён в исполнение в тюрьме Хамельна.